# دارن وودز
دارن وودز (انگلیسی: Darren Woods؛ زادهٔ ۱۶ دسامبر ۱۹۶۵) اهالی کسب‌وکار و مدیر اجرایی اهل ایالات متحده آمریکا است. وی از ژانویه ۲۰۱۶ به‌عنوان بیست و سومین مدیرعامل شرکت اکسان‌موبیل و از ژانویه ۲۰۱۷ به‌عنوان شانزدهمین رئیس هیئت مدیره اکسان‌موبیل فعالیت می‌کند.
وودز دانش‌آموخته کارشناسی مهندسی برق از دانشگاه تگزاس ای‌اندام و کارشناسی ارشد مدیریت از دانشگاه نورث‌وسترن است و فعالیت شغلی خود را از سال ۱۹۹۲ در بخش پائین‌دستی حوزه پالایش در شرکت اکسان‌موبیل آغاز کرد. اکسان‌موبیل بزرگترین شرکت نفتی جهان بر پایه میزان درآمد سالیانه است.